# Conotrachelus schoofi
Conotrachelus schoofi ang. Pecan Shoot Curculio – gatunek chrząszcza z rodziny ryjkowcowatych.

## Zasięg występowania
Występuje we wsch. części USA od Atlantyku po Nebraskę i Teksas na zach.

## Budowa ciała
Osiąga 4,5 – 5,8 mm długości ciała. Ubarwienie brązowoszare z pomarańczowymi, ukośnymi plamami w tylnej części pokryw.

## Biologia i ekologia
Żeruje na drzewach z rodzaju orzesznik, w tym na orzeszniku jadalnym.